# PageGroup
PageGroup er et britisk rekrutteringsbureau med hovedkvarter i Weybridge, Surrey.
Virksomheden blev etableret i 1976 af Michael Page and Bill McGregor.